# Saint-Nizier-sous-Charlieu
Saint-Nizier-sous-Charlieu é uma comuna francesa na região administrativa da Auvérnia-Ródano-Alpes, no departamento do Loire. Estende-se por uma área de 12.83 km². Em 2010 a comuna tinha 1 745 habitantes (densidade: 136 hab./km²).